# Indiana Fever

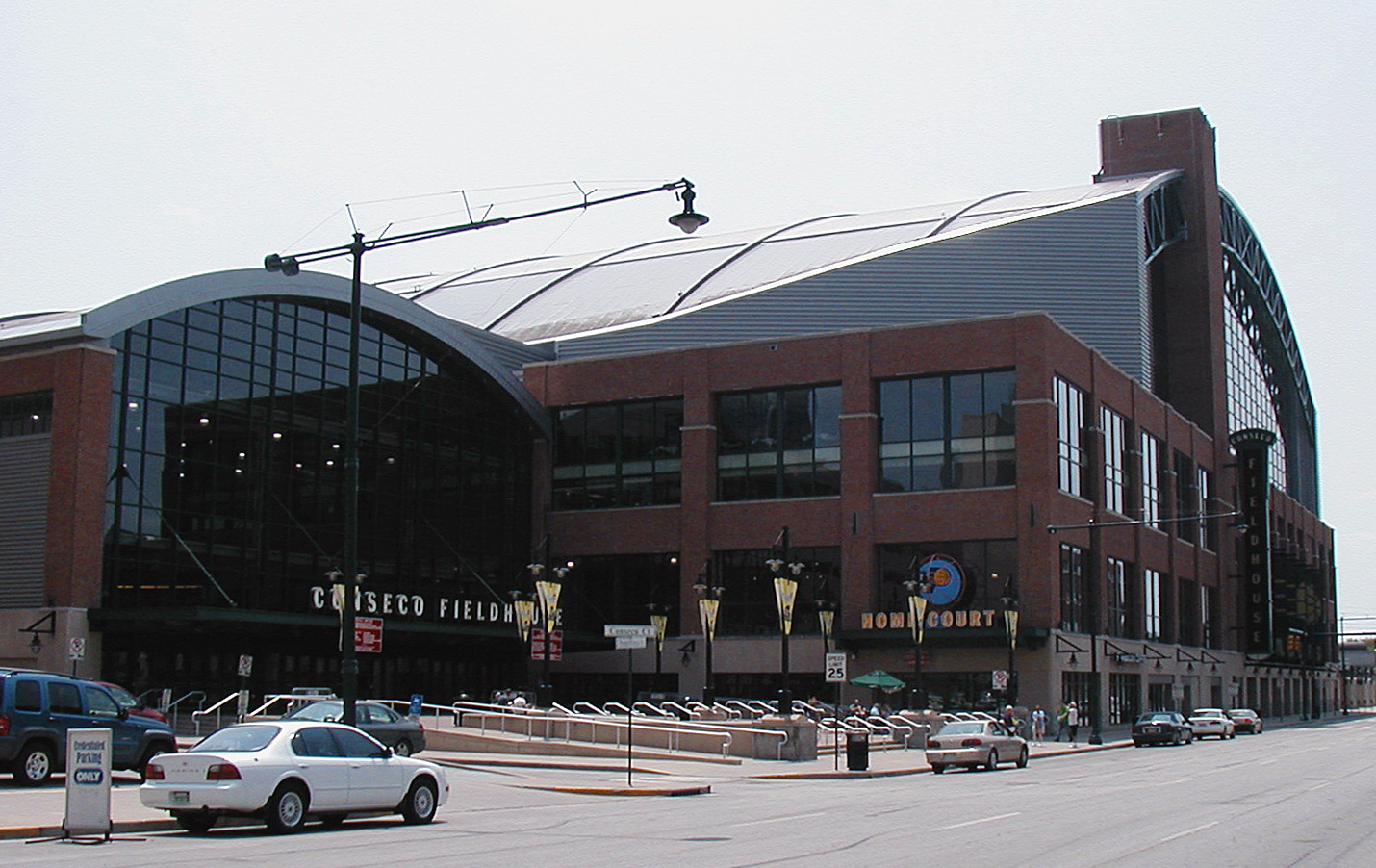
Indiana Fever spelar sina hemmamatcher i Gainbridge Fieldhouse.

Indiana Fever, som grundades 2000, är en basketklubb i Indianapolis i Indiana som spelar i damligan WNBA sedan säsongen 2000.
Indiana Fever spelar sin hemmamatcher i Gainbridge Fieldhouse i centrala Indianapolis och är ett så kallade systerlag till NBA-laget Indiana Pacers.

## Historia
När WNBA expanderades inför säsongen 2000 beviljades Indianapolis att få med ett lag i ligan. Under sina två första säsonger coachades laget av två amerikanska kvinnliga basketlegender, Anne Donovan och Nell Fortner. Trots det gick det ganska dåligt för Indiana under dessa säsonger då de bara vann nio respektive tio matcher. I WNBA-draften 2001 hade Indiana valt University of Tennessee:s stjärnskott Tamika Catchings, men på grund av skada så missade hon hela första säsongen. Men säsongen 2002 visade Catchings att hon var en av de bästa när hon vann WNBA-titeln Rookie of the Year samt att hon även blev uttagen i all star matchen. Med Catchings i laget tog sig Indiana 2002 till slutspel för första gången där man dock förlorade redan i första omgången mot New York Liberty.
Inför säsongen 2003 gjordes det en del förändringar i Indianas organisation då laget kontrakterade den olympiske deltagaren Natalie Williams samt Charlotte Sting's Kelly Miller. Dessutom bytte laget general manager till Kelly Krauskopf som omedelbart anställde Brian Winters som head coach. Men trots förändringarna så missade Indiana att gå till slutspel både 2003 och 2004.
2005 gjorde Indiana sin bästa säsong så långt, då de kom tvåa i Eastern Conference och spelade konferensfinal mot Connecticut Sun som de förlorade med 0-2 i matcher. 2007 spelade Indiana åter en konferensfinal, denna gång mot Detroit Shock som vann med 2-1 i matcher. 2008 förlorade de åter mot Detroit, denna gång redan i första slutspelsomgången.
2009 vann Indiana Fever Eastern Conference och gick hela vägen fram till WNBA-final som de förlorade mot Phoenix Mercury med 2-3 i matcher. Efter att ha vunnit varsin hemmamatch och varsin bortamatch stod lagen inför avgörandet den 9 oktober i Phoenix. Inidiana inledde matchen bäst och ledde efter första perioden med 23-16, men i den andra perioden kom Phoenix ut som ett nytt lag och ledde i halvtid med 51-42. Indiana vann sen visserligen den tredje perioden fyra poäng men kom aldrig ifatt Phoenix som vann matchen med 94-86 inför 17.313 åskådare i US Airways Center. Säsongen 2010 förlorade Indiana åter redan i den första slutspelsomgången, då New York Liberty vann med 2-1 i matcher.

## Kända spelare
- Caitlin Clark
- Ann Strother